# Ремецькі Гамри
Реметске Гамре (словац. Remetské Hámre) — село в Словаччині в районі Собранці Кошицького краю. Село розташоване на висоті 286 м над рівнем моря. Населення — 665 чол. Вперше згадується в 1828 році та є наймолодшим селом в районі. В селі є бібліотека, басейн та футбольне поле.

## Географія
Протікає Реметський потік.

## Населення
| Рік:            | 1994. | 2004.   | 2014.   | 2024.   |
| --------------- | ----- | ------- | ------- | ------- |
| Кількість осіб: | 704   | 658     | 598     | 542     |
| Різниця:        |       | -6,53 % | -9,11 % | -9,36 % |

| Рік:            | 2023. | 2024.   |
| --------------- | ----- | ------- |
| Кількість осіб: | 553   | 542     |
| Різниця:        |       | -1,98 % |